# Polycarpaea tenuistyla
Polycarpaea tenuistyla är en nejlikväxtart som beskrevs av William Bertram Turrill. Polycarpaea tenuistyla ingår i släktet Polycarpaea och familjen nejlikväxter. Inga underarter finns listade i Catalogue of Life.